# Parastictococcus multispinosus
Parastictococcus multispinosus är en insektsart som först beskrevs av Robert Newstead 1908.  Parastictococcus multispinosus ingår i släktet Parastictococcus och familjen Stictococcidae. Inga underarter finns listade i Catalogue of Life.